# 2013年航空
此條目列出2013年發生有關航空運輸的事件。

## 事件

### 1月
- 1月4日：發生委內瑞拉環空BN-2A-27墜毀事件，導致機上6人全部罹難。
- 1月26日：發生2013年沃克斯豪爾直升機墜毀事件，導致機上1人死亡，地面1人死亡，12人受傷。
- 1月29日：發生斯卡特航空760號班機空難，導致機上21人全部罹難。

### 2月
- 2月10日：南戈壁省汗布巴特機場啟用。
- 2月11日：發生2013年利比里亞空難，導致機上11人全部罹難。
- 2月13日：發生烏克蘭南部航空8971號班機空難，導致機上5人死亡9人受傷。
- 2月20日：皮欽查省蘇克雷元帥國際機場啟用。
- 2月26日：發生埃及樂蜀熱氣球事故，導致熱氣球上19人死亡2人受傷。

### 3月
- 3月4日：發生2013年非洲航空福克50墜機事件，導致機上6人死亡3人受傷。
- 3月6日：沖繩縣新石垣機場啟用。
- 3月9日：發生2013年布卡武Mi-8墜毀事件，導致機上4人全部罹難。
- 3月18日：南部省漢班托塔馬特拉·拉賈帕克薩國際機場啟用。

### 4月
- 4月7日：發生佩朗科石油直升機事故，導致機上13人全部罹難。
- 4月13日：發生獅子航空904號班機事故，導致機上46人受傷，其中4人受重傷。
- 4月29日：發生美國國家航空102號班機空難，導致機上7人全部罹難。

### 5月
- 5月3日：發生波音KC-135空中加油機墜毀楚河州事故，導致機上3人全部死亡。
- 5月6日：發生波德戈爾諾耶Mi-8墜毀事件，導致機上6人全部罹難。
- 5月16日：發生尼泊爾航空555號班機事故，導致機上7人受傷。
- 5月30日：安徽省合肥市合肥新橋國際機場啟用，原來的合肥駱崗國際機場隨即關閉。

### 6月
- 6月14日：空中巴士A350進行首航。
- 6月16日：貴州省畢節市畢節飛雄機場啟用。
- 6月17日：河北省張家口市張家口寧遠機場啟用。
- 6月27日：江西省宜春市宜春明月山機場啟用。

### 7月
- 7月2日：發生2013年Mi-8直升機墜毀於雅庫次克事件，導致機上24人死亡4日受傷。
- 7月6日：發生韓亞航空214號班機空難，導致機上3人死亡，181人受傷，其中48人重傷。
- 7月7日：發生2013年雷迪斯克航空DHC-3墜毀事件，導致機上10人全部罹難。
- 7月25日：北蘇門答臘省瓜拉納穆國際機場啟用。
- 7月27日：台灣桃園國際機場1號航廈改建工程完工。
- 7月29日：安徽省池州市池州九華山機場啟用。

### 8月
- 8月14日：發生UPS航空1354號班機空難，導致機上2人死亡。
- 8月19日：甘肅省甘南藏族自治州甘南夏河機場啟用。
- 8月29日：內蒙古自治區阿拉善盟阿拉善右旗巴丹吉林機場啟用。

### 9月
- 9月16日：四川省甘孜藏族自治州稻城亞丁機場啟用，成為中國海拔最高的機場。
- 9月16日：空中巴士A220進行首飛。
- 9月19日：西孟加拉邦卡齊·納茲魯·伊斯拉姆機場（英语：Kazi Nazrul Islam Airport）啟用。

### 10月
- 10月2日：貴州省黔東南苗族侗族自治州凱里黃平機場啟用。
- 10月3日：發生聯營航空361號班機空難，導致機上16人死亡。
- 10月11日：發生聖胡安省貝爾-407墜毀事件，導致機上1人死亡3人受傷。
- 10月16日：發生老撾航空301號班機空難，導致機上49人全部罹難。
- 10月16日：發生2013年中興航空BK-117空難，導致機上3人全部死亡。
- 10月19日：發生那慕爾航空事故，導致機上11人全部罹難。

### 11月
- 11月17日：發生韃靼斯坦航空363號班機空難，導致機上50人全部罹難。
- 11月28日：廣東省深圳市深圳寶安國際機場3號航站樓啟用，原有的A、B航站樓和國際候機樓隨即關閉。
- 11月29日：發生2013年格拉斯哥直升機墜毀事件，導致機上10人全部罹難，地面有32人受傷。
- 11月29日：發生莫桑比克航空470號班機空難，導致機上33人全部罹難。

### 12月
- 12月17日：內蒙古自治區阿拉善盟阿拉善左旗巴彥浩特機場啟用，額濟納旗桃來機場啟用。
- 12月26日：發生2013年伊爾庫次克墜毀事故，導致機上9人全部罹難。